# Russian Circles
Russian Circles ist eine US-amerikanische Post-Rock- und Metal-Band, die im Jahr 2004 in Chicago, Illinois, gegründet wurde.

## Geschichte

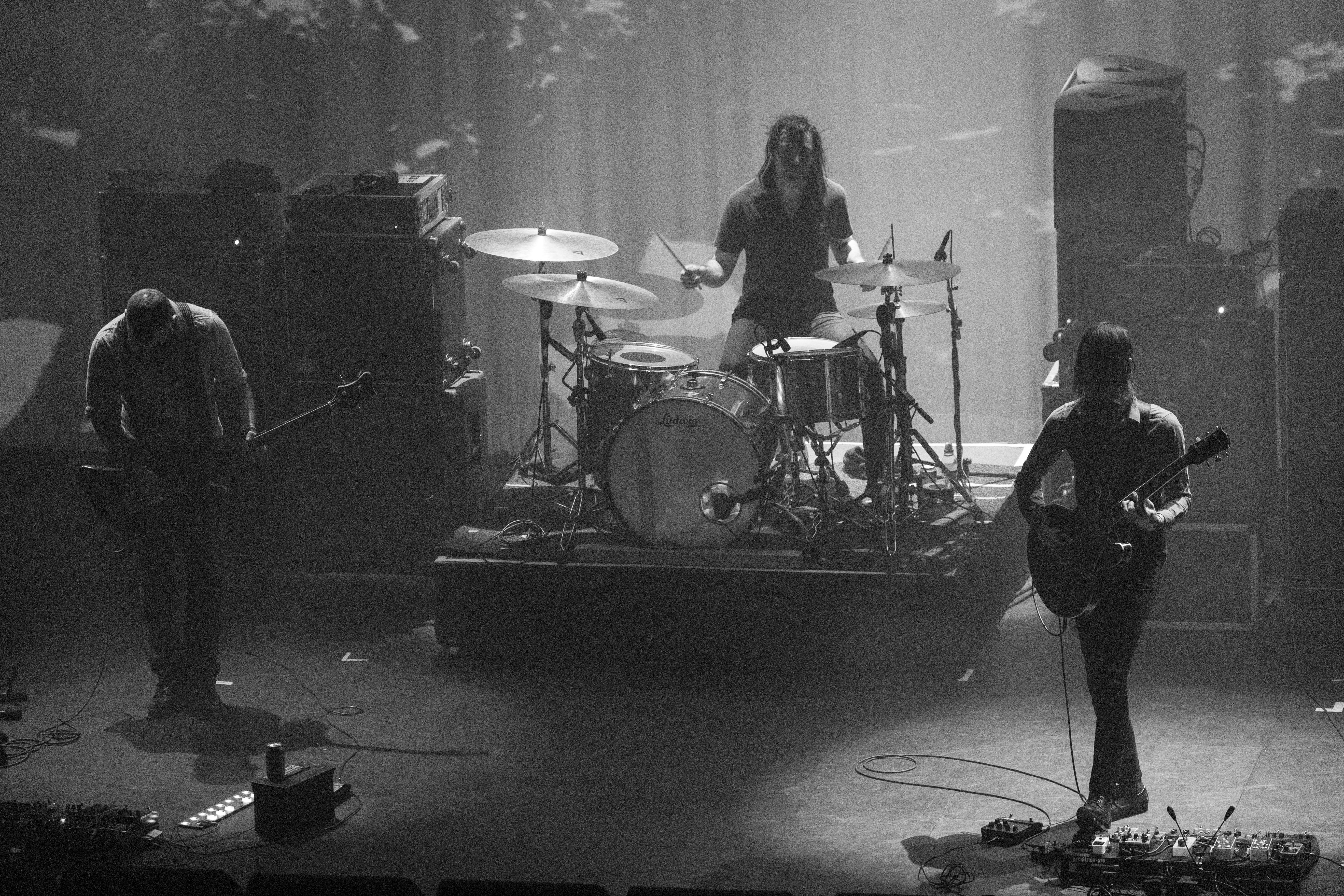
Russian Circles beim Roadburn Festival 2015

Russian Circles wurde im Jahr 2004 von Gitarrist Mike Sullivan, Bassist Colin DeKuiper und Schlagzeuger Dave Turncrantz gegründet. Das Jahr 2005 sah ihre erste Veröffentlichung in Form einer selbstbetitelten EP. Das Debütalbum Enter erschien im Frühling 2006 beim Label Flameshovel. Nach einem Auftritt auf dem Festival South by Southwest in Austin, Texas und einer kurzen US-Tour zusammen mit Minus the Bear und Chin Up Chin Up trennte sich DeKuiper 2007 von seinen Kollegen. Die Bassistenstelle wurde mit Brian Cook (Botch, These Arms Are Snakes) besetzt. Das umgestaltete Trio produzierte unter Regie von Matt Bayles, bekannt durch seine Arbeit mit Isis, das 2008 erschienene Album Station für ihr neues Label Suicide Squeeze. Im Oktober 2009 folgte mit Geneva das dritte Werk. 2011 unterschrieb die Band einen Vertrag bei Sargent House Records, wo im selben Jahr der Longplayer Empros herauskam, wie sein Vorgänger von Brandon Curtis produziert. Auf dem Titeltrack von Memorial (2013) ist Chelsea Wolfe als Gastsängerin zu hören.
Im August 2016 veröffentlichten sie ihr sechstes Studioalbum Guidance über das Label Sargent House. Produziert wurde es von Converge-Gitarrist Kurt Ballou. Das siebte Studioalbum Blood Year folgte im Jahre 2019.

## Stil
Die Band spielt komplexen Postrock, der meist instrumental gehalten ist.

## Diskografie
Alben
- 2006: Enter (Flameshovel)
- 2008: Station (Suicide Squeeze)
- 2009: Geneva (Suicide Squeeze)
- 2011: Empros (Sargent House)
- 2013: Memorial (Sargent House)
- 2016: Guidance (Sargent House)
- 2019: Blood Year (Sargent House)
- 2022: Gnosis (Sargent House)

Sonstige
- 2005: Russian Circles (EP, Eigenveröffentlichung)
- 2006: Upper Ninety (Single, Suicide Squeeze)
- 2008: These Arms Are Snakes / Russian Circles (Split mit These Arms Are Snakes, Sargent House)